# Badefols-d'Ans
Badefols-d'Ans är en kommun i departementet Dordogne i regionen Nouvelle-Aquitaine i sydvästra Frankrike. Kommunen ligger i kantonen Hautefort som tillhör arrondissementet Périgueux. År 2022 hade Badefols-d'Ans 410 invånare.

## Befolkningsutveckling
Antalet invånare i kommunen Badefols-d'Ans
Referens:INSEE